# 34080 Clarakeng
34080 Clarakeng este o planetă minoră (asteroid) din centura de asteroizi. A fost descoperită pe 1 august 2000 la Experimental Test Site⁠(d) de Lincoln Near-Earth Asteroid Research. 
Obiectul prezintă o orbită caracterizată de o semiaxă mare de 2,7044936 UAi, o excentricitate de 0,09, o înclinație de 2,63499 ° în raport cu ecliptica.